# تفجير آميا
كان تفجير آميا هجوماً على مبنى الجمعية التعاضدية اليهودية الأرجنتينية (آميا). وقد وقع في بوينس آيرس في 18 يوليو 1994، وأسفر عن مقتل 85 شخصاً وإصابة المئات بجروح. وكان أعنف تفجير في الأرجنتين أكثر من أي وقت مضى. تعتبر الأرجنتين موطن لمجتمع يهودي يبلغ تعداده 200,000، وهو الأكبر في أمريكا اللاتينية والسادس في العالم خارج إسرائيل.
على مر السنوات، اتسمت القضية بعدم الكفاءة واتهامات بالتستر. جميع المشتبه بهم أصحاب العلاقة المحلية (الذين من بينهم، أعضاء كثر في شرطة مقاطعة بوينس آيرس) تبين أنهم ليسوا مذنبين في سبتمبر 2004. في أغسطس 2005، تم عزل القاضي الاتحادي خوان خوسيه غاليانو، المكلف بالقضية، وإزالته من منصبه بتهمة مخالفات «خطيرة» بسبب إساءة التصرف في التحقيق. في عام 2005، كان الكاردينال خورخي ماريو بيرجوليو، الذي سيصبح لاحقاً البابا فرنسيس، أول شخصية عامة توقع على عريضة من أجل العدالة في قضية تفجير آميا. وكان أحد الموقعين على وثيقة تسمى «85 ضحية، 85 توقيع» كجزء من الذكرى السنوية الحادية عشرة للتفجير.
في 25 أكتوبر 2006، اتهم المدعين العامين الأرجنتينيين ألبرتو نيسمان ومارسيلو مارتينيز بورغوس رسمياً حكومة إيران لأنها أمرت بتنفيذ التفجير، وميليشيا حزب الله لقيامه بذلك. وفقاً لادعائات الملاحقات القضائية في عام 2006، فقد استهدفت الأرجنتين من إيران بعد قرار بوينس آيرس تعليق عقد نقل تكنولوجيا نووية إلى طهران. وقد أصبح هذا محل خلاف لأنه لم يتم إنهاء العقد أبداً، وكان الأرجنتين وإيران تتفاوضان على استعادة التعاون الكامل في جميع الاتفاقات من أوائل عام 1992 وحتى عام 1994، عندما وقع التفجير.
تم الاحتفال بالذكرى السنوية الثالثة عشرة للتفجير في 18 يوليو 2007. بالإضافة إلى المعارض والاحتفالات الوطنية، أطلقت محطات الإذاعة والتلفزيون وسيارات الشرطة في جميع أنحاء الأرجنتين صفارات الإنذار في الساعة 9:53 ص، وقت التفجير. في عام 2019، أعلنت الأرجنتين رسميا حزب الله منظمة إرهابية.

## روابط خارجية
- الأرجنتين تتهم إيران وحزب الله بتنفيذ تفجير عام 1994